# Барнадерг

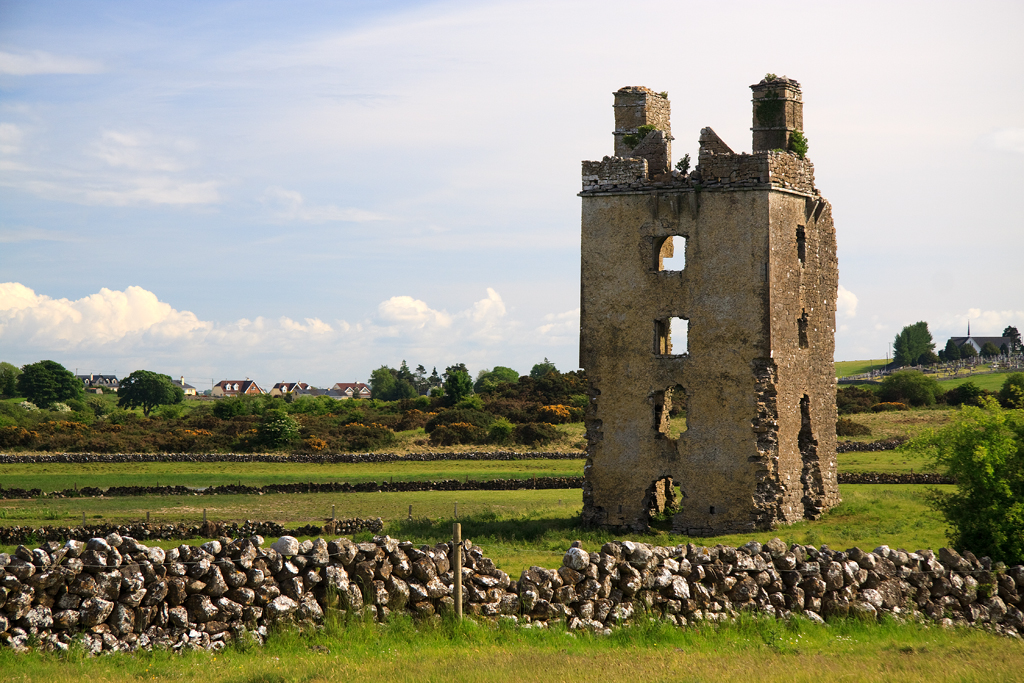

Барнадерг (англ. Barnaderg; ирл. Bearna Dhearg) — деревня в Ирландии, находится в графстве Голуэй (провинция Коннахт).
Местная достопримечательность — замок Барнадерг, построенный в XVI веке кланом О’Келли.